# 原ななえ
原 ななえ（はら ななえ、1984年5月29日 - ）は、日本で活動するダンサー・振付師。血液型はB型。身長163cm。所属事務所はジョイントクリエイト。

## 人物
特技はエアリアルシルク。バレエ歴13年、タップダンス歴3年、ストリートダンス歴7年。

## 担当作品

### 音楽
プリキュアたいそう&プリキュア音頭〜スマイルWink〜

### テレビアニメ
- 魔法つかいプリキュア!
  - 「CURE UP↑RA♡PA☆PA!〜ほほえみになる魔法〜」
  - 「魔法アラ・ドーモ！」
- かみさまみならい ヒミツのここたま
  - 「こころだいすきここったま!」
- スター☆トゥインクルプリキュア
  - 変身シーンのダンス

### 映画
- ONE PIECE FILM STRONG WORLD